# Söndagsöppet
Söndagsöppet var ett TV-program som sändes i SVT, med premiär 7 oktober 1990. Därefter sändes det i 27 säsonger, fram till 21 december 2003.
Programmet har haft en mängd programledare, däribland Agneta Bolme Börjefors, Jan Bylund, Adde Malmberg, Johan Schildt, Ulf Larsson, Tina Leijonberg, Alice Bah Kuhnke, Johan Torén, Ola Lindholm, Marianne Rundström, Pernilla Wahlgren, Rickard Olsson, Lotta Bromé, Kristin Kaspersen, Lotta Engberg, Babben Larsson.
Bland inslagen kan nämnas "Från Poppe till Pippi", "Berta & Selma", "LuriFax", "Hur gör djur", "Tre par i leken" och "Pulsen".

## Historik
Programmet beställdes av Kanal 1:s dåvarande nöjeschef Monica Eek och programmets första producent var Gunilla Nilars. De ville skapa ett "oförargligt" program för hela familjen, med en blandning av moment som i huvudsak utvecklats internt på SVT. De ursprunglig programledarna var TV-veteranen Agneta Bolme Börjefors och ståuppkomikern Adde Malmberg.
Söndagsöppet lades ner i december 2003 och ersattes året därpå av det liknande programmet TV-huset.

## Återkommande inslag

### Hur gör djur?
Tre kändisar fick se filmklipp med djur i olika situationer och när filmen pausades gällde det att lista ut vad djuret skulle göra härnäst - alltså hur gör djur? Tre svarsalternativ fanns att välja mellan. Svaret redovisades när fortsättningen av klippet spelades upp. Owe Sandström gästade tävlingen varje gång och tog med något levande djur in i studion.

### Från Poppe till Pippi
En nöjeshistorisk frågesport ledd av Ulf Larsson med Arne Nilsson som domare.